# Dinu Lipatti
Dinu (Constantin) Lipatti (n. 19 martie/1 aprilie 1917, București – d. 2 decembrie 1950, Geneva), a fost un pianist, compozitor și pedagog român. A fost ales membru post-mortem al Academiei Române (1997).
Acesta este considerat a fi cel mai important pianist român.

## Biografia și cariera
Crescut într-o familie cu tradiție muzicală - tatăl său, Theodor, diplomat de carieră,
era un talentat violonist amator care studiase cu Pablo de Sarasate, mama, Anna Lipatti, născută Racoviceanu (1887-1973), o excelentă pianistă, iar naș la botez i-a fost George Enescu - i s-au recunoscut și cultivat din fragedă copilărie înclinațiile muzicale. La rugămintea lui Theodor Lipatti, în 1922 Josef Paschill a notat într-un caiet primele compoziții ale fiului acestuia, Dinu Lipatti, exact cum le executa la pian, fără greș, micul autor de cinci ani. Caietul, care cuprinde 8 compoziții: 1. Le Printemps (Primăvara), 2. Chanson pour Grand Mère (Cântec pentru mama-mare), 3. Dorelina, 4. Triste séparation (Trista despărțire), 5. Marșul ștrengarilor, 6. Regrete, 7. Dulce amintire, 8. À ma bonne Surcea (Bonei mele, Surcea). Caietul se păstrează la Cabinetul de muzică al Bibliotecii Academiei Române.
A fost acceptat ca elev de exigenta profesoară de pian Florica Musicescu, care l-a ferit de mentalitatea unui "copil minune", dându-i în schimb o educație artistică serioasă, care să-i permită dezvoltarea talentului său nativ.
Între timp este admis la Conservatorul din București, pentru ca în 1934 să participe la concursul internațional de pian din Viena. Faptul că i s-a decernat doar al doilea premiu l-a determinat pe faimosul pianist francez Alfred Cortot să părăsească juriul în semn de protest. Cortot l-a invitat la Paris să-și continue sub conducerea sa studiile de pian la Ecole Nationale de Musique, unde ia și lecții de compoziție cu Paul Dukas și Nadia Boulanger și de artă dirijorală cu Charles Munch.
În 1936 își începe cariera de pianist concertist cu o serie de concerte în Germania și Italia, reputația sa continuând să crească cu fiecare apariție în public. La începutul celui de-al Doilea Război Mondial revine la București unde dă recitaluri de pian ca solist sau acompaniindu-l pe George Enescu.
În 1943 pleacă în Scandinavia împreună cu viitoarea sa soție, Madeleine Cantacuzino (Dannhauer?) (1908-1983), de asemenea o fostă elevă a Floricăi Musicescu și decide să se stabilească cu Madeleine în Elveția, unde devine profesor de pian la Conservatorul din Geneva. Își continuă cariera concertistică cu recitaluri de pian sau ca solist împreună cu orchestre dirijate de Herbert von Karajan sau Alceo Galliera, realizează în studio imprimări pe discuri.
În timp ce se pregătea pentru un turneu de concerte în America se descoperă că suferă de leucemie. Se puneau mari speranțe în efectele curative ale Cortizonului, de curând descoperit, și cum preparatul era foarte scump, muzicieni ca Yehudi Menuhin, Igor Strawinski, Charles Munch au contribuit cu mari sume de bani pentru procurarea medicamentului. După o ameliorare aparentă, starea de sănătate a lui Dinu Lipatti continuă să se înrăutățească. La 16 septembrie 1950, deși slăbit fizic, are loc ultimul lui concert public la Besançon (Franța). În partea doua a recitalului intenționa să execute cele 14 Valsuri în Do diez minor de Frédéric Chopin. Puterile însă îl părăsesc, după o lungă pauză în care publicul nu s-a clintit din sală, Dinu Lipatti reapare pe scenă, se așază la pian și interpretează motivul "Jesus bleibt meine Freude" din cantata "Herz und Mund und Tat und Leben" de Johann Sebastian Bach. Cu această rugăciune s-a încheiat una din cele mai bogate și scurte cariere cunoscute în arta interpretativă modernă.
"Stăteam pe treptele scării pentru că nu mai erau locuri libere. Încă de la primele sunete m-am ridicat de pe modestul meu loc și mi-am spus: <<Nu ai mai auzit așa ceva niciodată până acum!>> Nu mi-a scăpat nici o notă; știu că e o formulare convențională, dar de data aceasta e adevărat. Îmi amintesc tot: medicul care stătea pe scenă, pregătit să intervină în orice moment, paharul cu apă de pe pian, toate detaliile ce contribuie la o capodoperă. Boala dădea o altă semnificație evenimentului. La final, Lipatti lăsa impresia că e venit dintr-o altă lume. O lume în care orice e posibil. În acea seară, în sală nu a existat nici un auditor care să poată rămâne indiferent."  (Jacques Kreisler, unul dintre fondatorii Festivalului de la Besançon. Avea 34 de ani când a asistat la recitalul marelui pianist român)

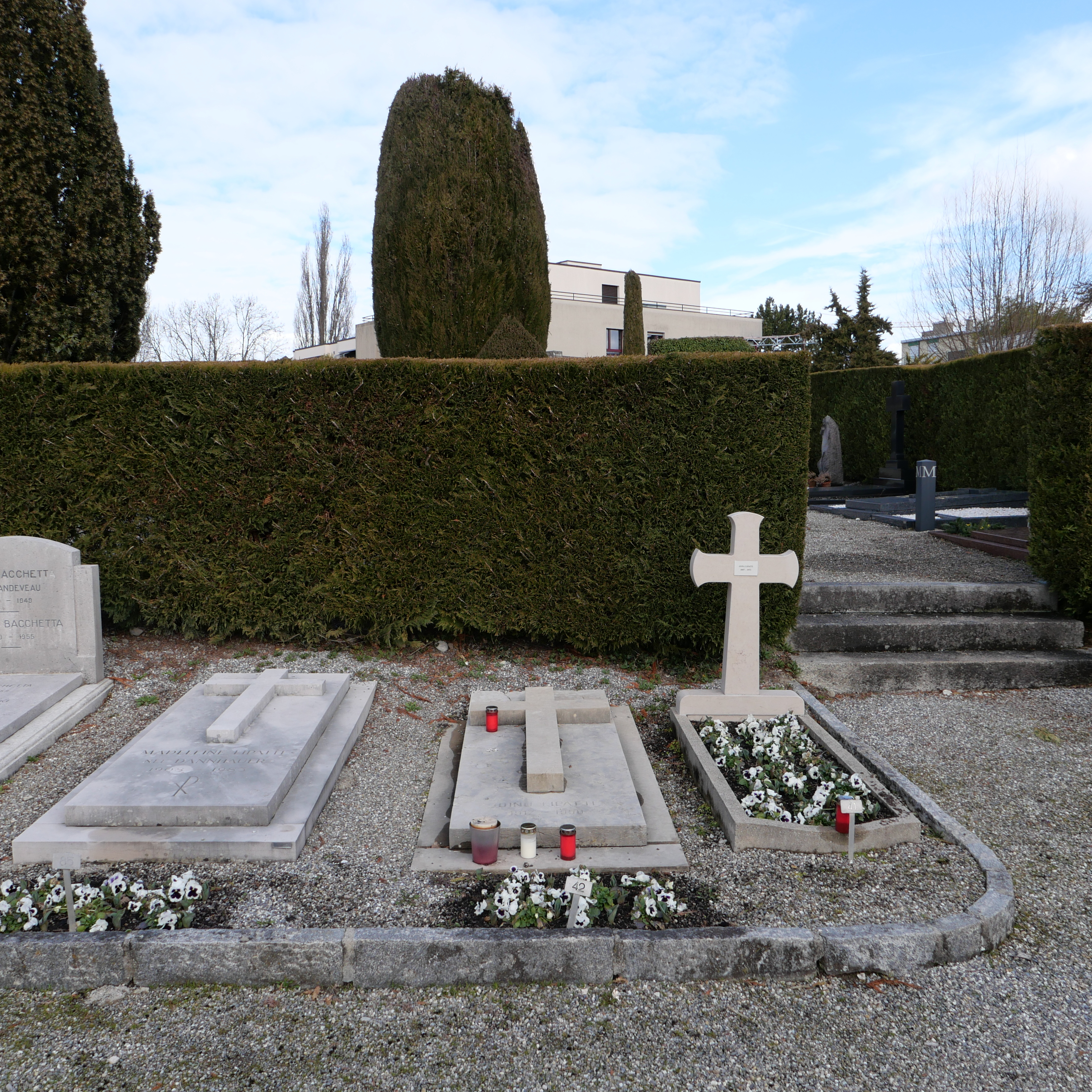
Mormintele lui Dinu Lipatti, în centru, flancat la stânga de soția sa, Madeleine și, la dreapta, de mama sa, Anna - la cimitirul din Chêne-Bourg, cantonul Geneva, Elveția

Boala de care suferea, limfogranulomatoză malignă (boala lui Hodgkin), l-a măcinat rapid,
iar după două luni și jumătate, la 2 decembrie 1950 Dinu Lipatti se stinge din viață la Geneva în vârstă de numai 33 de ani, cu partitura Quartetului în Fa minor de Ludwig van Beethoven în mână. Ultimele sale cuvinte au fost: "Nu-i de ajuns să fii mare compozitor ca să scrii muzica asta, trebuie să fi fost ales ca instrument al lui Dumnezeu".  La vestea morții sale, marele pianist german Wilhelm Backhaus exclamă: "Nouă ne rămâne amintirea frumuseților pe care ni le-a dăruit și o profundă întristare".
Înregistrările pe discuri, cu toate imperfecțiunile tehnice de atunci, au rămas documente vii asupra artei pianistice a lui Dinu Lipatti, interpretări pline de căldură umană și înaltă desăvârșire stilistică, de finețe și noblețe spirituală, de poezie și grație. Multe din aceste imprimări au fost incluse de casa de discuri EMI în colecția "Unvergänglich - Unvergessen" (Nepieritoare - De neuitat). "Un artist de o spiritualitate divină", cum l-a numit Francis Poulenc, Dinu Lipatti prefera pentru înregistrări- înaintea lui Glenn Gould - singurătatea studioului în care se putea concentra pentru a duce arta sa la perfecțiune. În repertoriul său prevalau operele unor compozitori ca Johann Sebastian Bach, Wolfgang Amadeus Mozart, Frédéric Chopin, Béla Bartók, dar și Robert Schumann, Edvard Grieg, Maurice Ravel, Domenico Scarlatti. Era modest și exigent cu sine însuși - „Dinu Lipatti dă impresia că se jenează cu propriul său geniu" (pianista Clara Haskil).
Compozițiile sale, printre care Fantezie pentru pian, vioară și violoncel Op. 1 (1933), Șătrarii, suită pentru orchestră Op. 2 (1934), Concertino în stil clasic pentru pian și orchestră de cameră Op. 3 (1936), Simfonie concertantă pentru două piane și orchestră de coarde Op. 5 (1938), Sonatină pentru mâna stângă (1941) au rămas în cea mai mare parte inedite.

## Distincții
- Ordinul Meritul Cultural în gradul de Cavaler cl. II, pentru muzică (23 septembrie 1942)[16]

## In memoriam
Casa memorială Dinu Lipatti se află în satul Ciolcești din comuna Leordeni, județul Argeș. Acolo sunt expuse obiecte legate de viața și activitatea marelui pianist și compozitor român. Printre exponate se află un pian Bechstein și un bust al artistului, realizat de sculptorul Ion Irimescu.
Colegiul Național de Arte „Dinu Lipatti” din București de asemenea îi poartă numele.
În anul 2010, numit și anul Chopin în întreaga lume, s-a desfășurat târgul de muzică clasică Cannes, unde arta muzicală a lui Lipatti a fost votată de juriu drept cea mai bună din toate timpurile. Iar în același an, BBC Music Magazine îl clasifica pe Lipatti drept unul dintre cei mai buni pianiști din istorie, împărțind clasamentul cu Rachmninov și Liszt.
La 100 de ani de la nașterea unuia dintre cei mai mari pianiști români, s-a sărbătorit Centenarul lui Dinu Lipatti. Anul 2017 a fost marcat de numeroase evenimente care l-au omagiat pe acesta. Fundația Dubois-Ferriere a aranjat un concert de mare anvergură la Geneva, unde invitatul special pentru a susține acest eveniment a fost pianistul Nelson Freire. În noiembrie, la Londra s-a organizat și concertul In memoriam de către Orchestra Filarmonicii din Londra, unde și-au făcut simțită prezența și pianiștii Alexandra Dariescu și Cristian Mandeal. De asemenea, s-au suținut și la București o serie de momente pentru al omagia pe acesta.
În luna septembrie 2017,  Primarul General Gabriela Firea și Consiliul General al Municipiului București aprobă înființarea centrului cultural Casa Artelor „Dinu Lipatti”, în semn de omagiu pentru artistul de geniu Dinu Lipatti, ținând cont că în anul 2017 s-au împlinit 100 de ani de la nașterea acestuia. Noul centru își are sediul chiar în casa în care artistul a trăit și a creat, pe Bulevardul Lascăr Catargiu, la nr. 12. Aceasta a fost închiriată de Primăria Municipiului București și este introdusă în circuitul cultural al Capitalei. Ideea proiectului Casa Artelor „Dinu Lipatti” aparține regizoarei Alice Barb, director fondator al acestei instituții. Noul centru cultural va avea ca scop organizarea de festivaluri, concerte și manifestări cultural-educative, publicarea unor lucrări de specialitate, partituri sau alte materiale care au legătură cu viața și activitatea lui Dinu Lipatti.
În opinia publică internațională, acesta este amintit drept un mare compozitor, supranumit geniul culturii românești. Paul Dukas îl numea pe acesta drept al doilea Enescu, în timp ce Nadia Boulanger îl desemna ca fiind cel mai mare pianist care a existat vreodată. Astfel, personalitatea lui Dinu Lipatti se regăsește printre alte simboluri românești ca Mircea Eliade, Constantin Brâncuși și George Enescu.

## Compoziții
Catalogul compozițiilor lui Dinu Lipatti
WoO. – B. 1. Din compozițiile micului Dinu Lipatti (mai 1922)
                             1. Le prentemps (Andante)
                             2. Chanson pour grand-mère (Molto Andante)
                             3. Dorelina (Moderato)
                             4. Triste séparation (Andante)
                             5. Marșul ștrengarilor (Tempo vesel de marș)
                             6. Regrete (Allegretto e staccato)
                             7. Dulce amintire (Andante)
                             8. A ma bonne Surcea (Allegretto)
WoO. – B. 2. Sonata pentru pian solo (2 ianuarie 1932)
                             I. Allegro moderato
                             II. Andante – Allegro
                             III. Allegro
Op.1 – B. 3. Sonatina pentru vioară și pian (20 septembrie 1933)
                             I. Allegro moderato
                             II. Andantino
                             III. Allegro maestoso
WoO. – B. 4. Fuga A 4 (Fugă la patru voci) pentru pian (4 februarie 1934)
                             Allegro maestoso
Op.2. – B. 5. Șătrarii (Tziganes), suită simfonică (1934)
                             I. Allegro maestoso – „Vin șătrarii” (L‘arrivée des tziganes)
                             II. Andantino – „Idilă la Floreasca” (Idylle à Floreasca)
                             III. Allegro – „Chef cu lăutarii” (Ivesse sau Le festin)
WoO. – B. 6. Cvintet de coarde – neterminat
                             I. Andante
                             II. Allegro scherzando – neterminat
WoO. – B. 7. Allegro pentru clarinet și fagot (23 decembrie 1936)
WoO. – B. 8. Cadențe pentru Concertul în re minor pentru pian și orchestra K.V. 466 de W.A. Mozart (1936)
Op.3 – B. 9. Concertino în stil classic pentru pian și orchestră de camera (1936)
                             I. Allegro maestoso
                             II. Adagio molto
                             III. Allegretto
                             IV. Allegro molto
WoO. – B. 10. Fantezie pentru vioară, violoncel și pian (1936)
                             I. Allegro energico
                             II. Andante
                             III. Presto
                             IV. Allegretto
                             V. Grave „D.C. al Fine”
WoO. – B. 11. Suita în stil classic pentru orchestra de coarde (1936)
WoO. – B. 12. Toccata pentru orchestră de camera (1936) – neterminată
                             I. Preludiu (Allegro)
                             II. Intermezzo (Andante)
                             III. Fuga (Allegro) – neterminată
WoO. – B. 13. Sonata romantică pentru pian  în Re Major (aprilie 1937) – neterminată
                             I. Allegro Appassionato
WoO. – B. 14. Nocturna pentru pian (noiembrie 1937)
                             Moderato (Thème moldave)                            
WoO. – B. 15. Motet pentru cor (soprano, tenor, bas) și orchestră mare (1937?) – neterminat
Op. 5 – B. 16. Simfonia concertantă pentru două piane și orchestră de coarde (11 aprilie 1938)
                             I. Molto maestoso ( 27 martie 1938)
                             II. Molto adagio (2 aprilie 1938)
                             III. Allegro con spirito (3-11 aprilie 1938)
WoO. – B. 17. Cvintet de suflători ( 18 septembrie 1938) – neterminat
                             I. Grave – Allegretto grazioso – neterminat
WoO. – B. 18. Cadențe pentru Concertul in Mi bemol Major pentru două piane și orchestra, K.V. 365 de W. A. Mozart (19 octombrie 1938)
                             I. Allegro (neterminat)
                             II. Allegro
WoO. – B.19. Suita pentru două piane (2 noiembrie 1938)
                             I. Allegro (neterminat)
                             II. Allegro
Op. 6. – B.20. Trei nocturne franceze pentru pian (1939)
                             Nocturna în fa diez minor (25 aprilie 1939)
                             Andante ma non troppo
WoO. – B. 21. Introducere și Allegro pentru flaut solo, „commande rapide!” (11 iunie 1939)
                             I. Rubato
                             II. Con brio
WoO. – B. 22. Concert pentru orgă și pian (18 august 1939)
                             I. Allegretto
                             II. Andante cantabile
                             III. Allegro grazioso
                             IV. Risoluto – Andante – Tempo primo
WoO. – B. 23. Premiere improvisation „sur comande” pentru vioară, violoncel și pian ( 1939)
WoO. – B. 24. Șase sonate de Domenico Scarlatti „arrangement pour quintette à vent par Dinu Lipatti” ( flaut, oboi, clarinet, corn, fagot), (1939)
                             I. Allegro marciale, sol minor
                             II. Andante, do minor
                             III. Allegro ma non tanto, Do Major
                             IV. Allegretto, Sol Major
                             V. Allegro moderato, si minor
                             VI. Allegro molto, Sol Major
WoO. – B. 25. Les soirées du Parc Jianu, „petite suite humoristique en huit tableaux et un prologue, pour baryton et piano” ( 30 mai 1940) – neterminată
                             I. Introduction – Maestoso
                             II. Chanson de cœur blei - Vivo
Op. 8 – B. 26. Fantezia pentru pian solo (31 mai 1940)
                             a. I. Andante malinconico – Vivace
                                 II. Molto tranquillo – Presto – Molto tranquillo
                                 III. Presto
                             b. IV. Allegretto cantabile
                                 V. Allegro – Maestoso
WoO. – B. 27. Navarra de Isaac Albeniz, „version personelle D. Lipatti” (iunie 1940)
Op. 10. – B. 28. Sonatina pentru pian pentru mâna stângă (august 1941)
                             I. Allegro
                             II. Andante espressivo
                             III. Allegro
Op. 4. – B. 29. Trei schițe simfonice (1937 – 1941)
Op. 7 – B. 30. Concetino în stil francez pentru pian și orchestră (1939 – 1941)
Op. 10’ – B.31. Preludio, chorale e fuga in modo antico per tutti arche (1941?)
WoO. – B. 32. Dansuri românești pentru două piane (17 iulie 1943)
                             I. Vif
                             II. Andantino
                             III. Allegro vivace
WoO. – B. 33 Allegro pentru vioară solo, transcripție după Allegro pentru flaut solo – WoO. – B21 ( august 1943)
WoO. – B. 34. Trei sonate de Domenico Scarlatti, aranjament pentru trio de suflători de D. Lipatti (oboi, clarinet, fagot), (noiembrie 1943)
                             I. Andantino cantabile, si minor
                             II. Allegro, Do Major
                             III. Presto, Fa Major (în original Allegro molto, Sol Major)
WoO. – B. 35. Mică suită pentru pian (iulie 1944) – neterminată
                             Preludiu (Allegro )
WoO. – B. 36. Coral pentru corzi (7 septembrie 1944)
                             Andante
WoO. – B. 37. Cadențe pentru Concertul în Re Major pentru pian și orchestră, Hob. XVII/11, de J. Haydn (1944)
WoO. – B. 38. Cadențe pentru Concertul în Si bemol Major pentru pian și orchestră, K.V. 595 de W. A. Mozart (1944)
WoO. – B. 39.  Simfonie („Esquisse” pentru pian, cu indicații de orchestrație) (1940 – 1944) – neterminată
                             I. Andante malinconico - neterminat
WoO. – B. 40. Cadențe pentru Concertul în Do Major pentru pian și orchestra, K.V. 467, de W.A. Mozart (22 ianuarie 1945)
Op. 9 – B. 41 Cinci lieduri (Cinq Chansons) pe versuri de Paul Verlaine, pentru tenor și pian (14 iulie 1941 – 20 martie 1945)
                             1. A une femme
                             2. Green
                             3-4. Deux Ariettes oubliée:
I. Il plure dans mon cœur
II. Le piano que baise une main frêle
                             5. Sérénade
WoO. – B. 42. Patru melodii pentru voce și pian (20-23 iunie 1945)
                             1. Sensation (versuri de Arthur Rimbaud)
                             2. L’Amoureuse (versuri de Paul Eluard)
                             3. Capitale de la douleur (versuri de Paul Eluard)
                             4. Les pas (versuri de Paul Valéry)
WoO. – B. 43. Dansuri românești (a doua versiune) pentru pian și orchestră (5 august 1945)
                             I. Vif
                             II. Andantino
                             III. Allegro vivace
WoO. – B. 44. Aubade pentru cvartet de suflători (flaut, oboi, clarinet, fagot), (21 aprilie 1949)
                             I. Prélude (Lento – Vivo – Lento)
                             II. Danse (Allegretto grazioso)
                             III. Nocturne (Andante espressivo)
                             IV. Scherzo (Presto)
WoO. – B. 45. Simfonia de cameră (1949) – neterminată
WoO. – B. 46. La marche d’Henri, „petite blague por piano à quatre mains” (20 martie 1950)
                             Allegro giocoso
WoO. – B. 47. Pastorala in Fa Major pentru orgă BWV 590 de J. S. Bach, transcripție pentru pian de D. Lipatti (București, 1942, 13 august 1950)
Prima versiune                                                                              Versiunea definitivă
I. Andante quasi Allegretto                                                         I. Andantino tranquillo
II. Moderato                                                                                  II. Allegretto grazioso
III. Malinconico                                                                             III. Andante cantabile
IV. Vivamente                                                                                IV. Allegro deciso
WoO. – B. 48. Două studii după Bach, transcripția pentru pian a două arii pentru sopran din Cantata BWV 208 („Was mir bahgt, ist nur die muntre Jagd”), de J. S. Bach (1950).
                             I. Allegro („Weil die wollenreichen Herden”)
                             II. Andantino („Schafe können sicher weiden”)
WoO. – B. 49. Continuo, basul cifrat al primelor două părți ale Trio – sonatei din Ofranda muzicală BWV 1079 de J. S. Bach, realizat de D. Lipatti (1950) – neterminat (continuat de Nadia Boulanger)
                             I. Largo
                             II. Allegro

### Înregistrări principale
Majoritatea înregistrărilor lui Lipatti au fost realizate sub bagheta de producător a lui Walter Legge, toate pe discuri de gramofon. Ulterior, casa de discuri EMI le-a transpus pe CD. 
- 1937
  - Johannes Brahms, Valsuri, op. 39 n° 1, 2, 5, 6, 10, 14 și 15 (cu Nadia Boulanger)
- 1943
  - George Enescu, Sonate pentru pian nr. 3, op. 25
- 1947
  - Johann Sebastian Bach, Concertul pentru pian nr. 1, BWV 1052, cu Orchestra  Concertgebouw, Amsterdam, dir. Eduard van Beinum.
  - Frédéric Chopin, Nocturne en ré bémol majeur, op. 27 n° 2
  - Frédéric Chopin, Sonate pour piano nr. 3, op. 58.
  - Franz Liszt, Années de pèlerinage-Sonetto del Petrarca n° 104
  - Franz Liszt, Concertul pentru pian nr. 1, Orchestre de la Suisse Romande, dir. Ernest Ansermet.
  - Edvard Grieg, Concertul pentru pian și orchestră în la minor, op. 16 Philharmonia Orchestra, dir. Alceo Galliera)
  - Domenico Scarlatti, Sonata în mi major, Kk 380
  - Domenico Scarlatti, Sonata în re minor, Kk 9, « Pastorala »
- 1948
  - Béla Bartók, Concertul pentru pian nr. 3, Sz 119, Orchester des Südwestdeutschen Rundfunks, dir. Paul Sacher
  - Frédéric Chopin, Barcarola în fa diez major, op. 60
  - Maurice Ravel, Alborada del gracioso
  - Robert Schumann, Concertul pentru pian și orchestră în la minor, op. 54 Philharmonia Orchestra, dir. Herbert von Karajan.
- 1950
  - Johann Sebastian Bach, Partita n° 1 în si bemol major, BWV 825
  - Frédéric Chopin, 14 valsuri
  - Frédéric Chopin, Mazurca în do diez minor, op. 50 nr. 3
  - Frédéric Chopin, Concertul pentru pian și orchestră nr. 1 în mi minor, op. 11 Orchestre de la Tonhalle de Zurich, dir. Otto Ackermann
  - Wolfgang Amadeus Mozart, Concertul pentru pian și orchestră nr. 21 în do major, K. 467 Orchestra Festivalului de la Lucerna, dir. Herbert von Karajan.
  - Wolfgang Amadeus Mozart, Sonata în la minor, K. 310.
  - Johann Sebastian Bach, Partita nr. 1 în si bemol major, BWV 825
  - Wolfgang Amadeus Mozart, Sonata în la minor, K. 310.
  - Franz Schubert, două Impromptiuri, D899 nr. 2 și 3.
  - Frédéric Chopin, 13 valsuri.
- Ultimul recital, l-a dat la Festivalul de muzică de la Besançon la 16 septembrie 1950

## Citate
„Să nu vă serviți de muzică., serviți-o. {franceză « Ne vous servez pas de la musique, servez-la. »)

« La musique doit vivre sous nos doigts, sous nos yeux, dans nos cœurs et nos cerveaux, avec tout ce que nous, les vivants, pouvons lui apporter en offrande. »”
”Muzica trebuie să trăiască sub degetele noastre, sub ochii noștri, în inimile și  mintea noastră, cu tot ceea ce noi, cei în viață, putem să-i aducem ca ofrandă.” - Dinu Lipatti
„Între anii 1935 și 1950, Dinu Lipatti a fost o apariție luminoasă în lumea muzicii. Interpret admirabil, compozitor de înaltă perspectivă, om de o puritate angelică, el părea destinat să domine arta epocii noastre.” - Henri Gagnebin, Directorul Conservatorului din Geneva în perioada în care Dinu Lipatti a ținut cursul său de o excepțională valoare
„Dacă într-adevăr muzica sporește trăinicia legăturilor interumane, este la fel de adevărat că Dinu Lipatti mi-a fost un frate – George Enescu fiindu-ne la amândoi un naș întru spirit și muzică”- Yehudi Menuhin
celebru violonist și dirijor american
10 februarie 1933 – Lipatti cântă pentru prima dată cu orchestra Filarmonicii din București în sala Ateneului Român, sub bagheta lui Alfred Alesandrescu, Concertul în Mi bemol Major de Liszt. Cu aceasta ocazie George Breazul afirma: „Auzisem vorbindu-se despre elevul, dar nu ne așteptam să vedem pe artistul Lipatti. Căci tânărul nu este numai absolvent strălucit al clasei de pian, ci este și un veritabil artist: serios, concentrat, văzându-si cuminte de rostul său și căutând să-și dea seama de ceea ce face și ce are de făcut”
Tânărul Dinu studiază compoziția cu Paul Dukas. După primul trimestru de studiu, i se va da următoarea caracterizare: „Strălucit dotat, nu are nevoie decât să producă pentru a acumula prin experiențele sale personale, stăpânirea completă a talentului său”. Mai târziu, într-un interviu: „Tânărul român Dinu Lipatti este cel mai bun elev al meu și în același timp un remarcabil virtuoz al pianului. Cred că va fi un al doilea Enescu”
“Maniera de cânt a lui Dinu Lipatti întruchipează desăvârșirea tehnică pusă în slujba unei profunde înțelegeri muzicale. Există la el o demnitate și un echilibru care își au originea în dorința sa de a servi nu doar compozitorii și lucrările lor, ci Muzica însăși, iar o astfel de viziune interpretativă a fost posibilă și datorită tehnicii impecabile pe care și-o dezvoltase. Indiferent de compozitor sau de lucrare, stilul său interpretativ, armonios și închegat, face dovada intuiției, emoției și raționalității pianistului. Faptul că, la decenii de la moartea sa, înregistrările lui Lipatti sunt în continuare atât de căutate și că farmecă ascultători din întreaga lume vorbește de la sine despre incredibila lui forță expresivă.“ - Mark Ainley, cercetător, unul dintre cei mai reputați specialiști în muzica lui Dinu Lipatti.
„Nu cred că a fost sau că va fi vreodată un pianist ca Lipatti […] Era un muzician care folosea pianul ca mijloc de comunicare și expresie. Nu poți spera să-l înțelegi decât de la înălțimea calităților sale de om și de muzician. Lipatti era un om bun în cel mai înalt sens al cuvântului, o natură deosebit de sensibilă, de o delicatețe sufletească și de un spirit aristocrat; avea, ca să spun așa, calitățile din care apar sfinții…” - Walter Legge, producător al casei de discuri EMI, în albumul comemorativ Columbia “Dinu Lipatti 1917-1950”, apărut în anul 1955
„Fără nici o îndoială, Dinu Lipatti este cea mai mare speranță a tinerei generații. La 19 ani el este deja un strălucit pianist și compozitor” - Le Monde Musical
”Dl Dinu Lipatti, foarte tânăr încă, s-a relevat ca un pianist de mare clasă. Modul său degajat de a cânta, de o stăpânire desăvârșită, sonoritatea sa luminoasă nu sunt decât mijloacele prin care exprimă temperamentul său de artist înnăscut, înzestrat cu o rară facultate de înțelegere.” - Le Courier

## Omagieri
Manase Radnev și Ana Simon au scris piesa de teatru Clara si Dinu, o dramatizare  a corespondenței dintre Clara Haskil si Dinu Lipatti.

### Filatelie

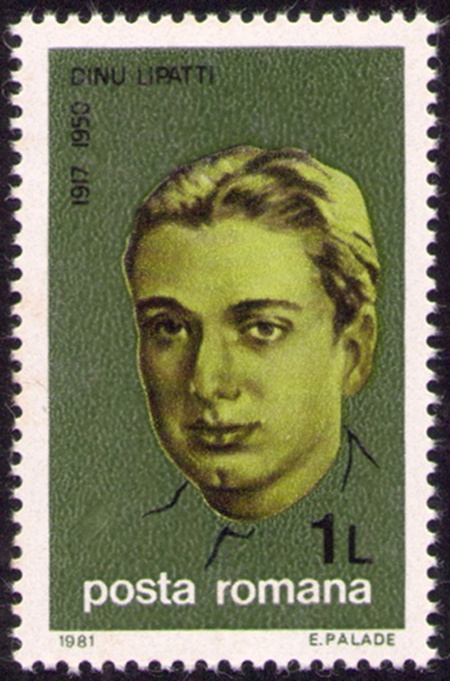
Dinu Lipatti pe o marcă poștală comemorativă, cu valoarea nominală de 1 leu

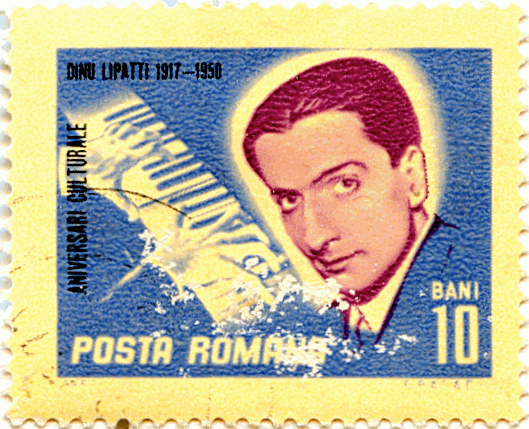
Dinu Lipatti pe o marcă poștală comemorativă, cu valoarea nominală de 10 bani

Poșta Română a pus în circulație o marcă poștală, cu valoarea nominală de 10 bani, pentru a-l sărbători pe Dinu Lipatti.

### Numismatică
La 7 aprilie 2017, Banca Națională a României, cu ocazia sărbătoririi a 100 de ani de la nașterea lui Dinu Lipatti, a pus în circulație, în atenția numismaților, o monedă de argint, cu titlul de 999‰, având valoarea nominală de 10 lei. Moneda este rotundă, are diametrul de 37 mm, greutatea de 31,103 g și cantul zimțat. Întreaga emisiune de 200 de exemplare este de calitate proof.

## Galerie de imagini

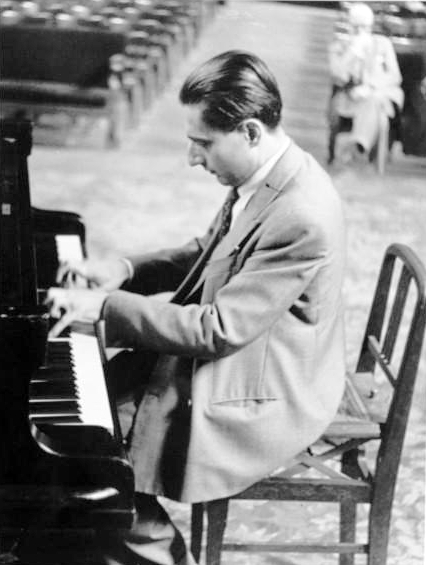
Dinu Lipatti în timpul ultimului concert dat la Besançon (Franța) la 16 septembrie 1950
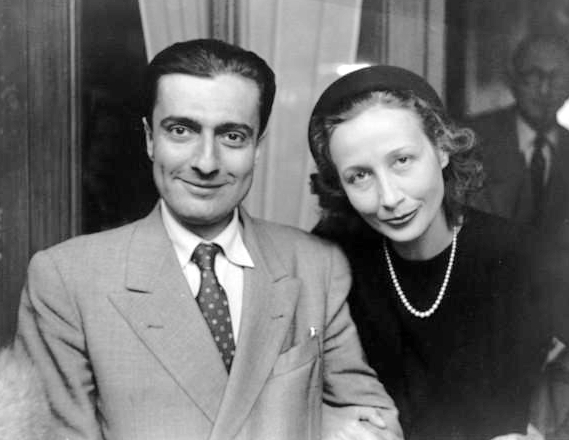
Dinu și Madeleine Lipatti la Besançon (Franța) (16 septembrie 1950)
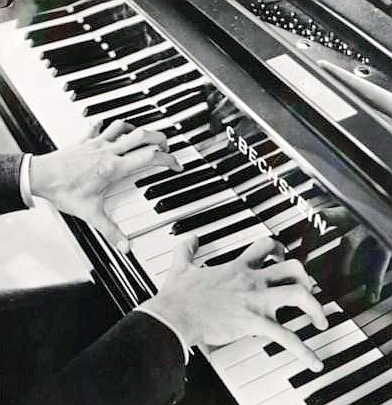
Mâinile lui Dinu Lipatti
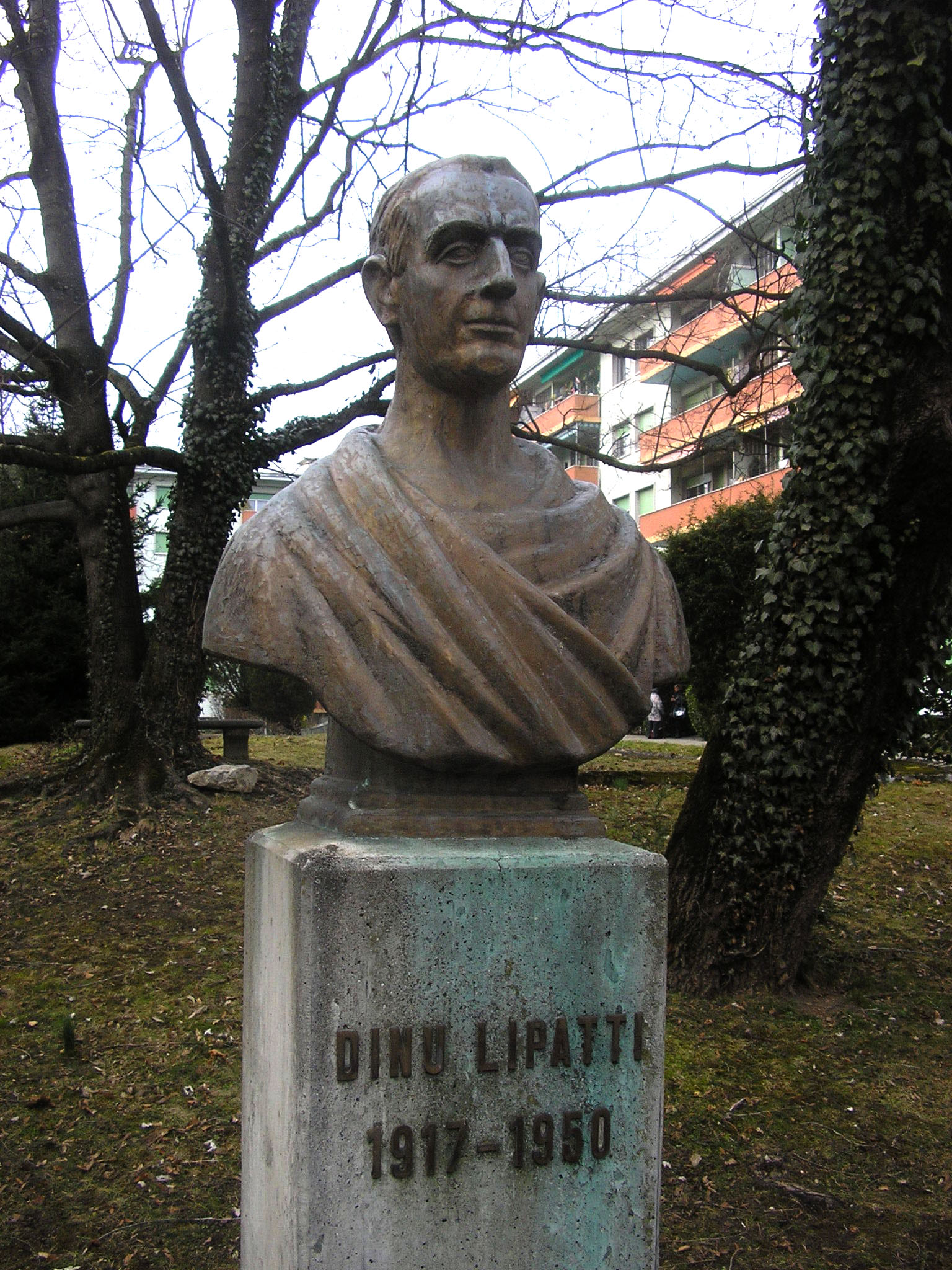
Bustul lui Dinu Lipatti din parcul care-i poartă numele în localitatea Chêne-Bourg de lângă Geneva. Bustul este opera din anul 1983 a sculptorului român clujean Vasile Rus-Batin (1934-2000).